# Bermejo
Bermejo este un oraș din Bolivia. Este deservit de Aeroportul Bermejo.